# 薩多韋 (別列佐夫卡區)
47°10′0″N 31°5′17″E / 47.16667°N 31.08806°E
薩多韋（烏克蘭語：Садове）是位於烏克蘭西南部的村莊，由敖德萨州贝雷济夫卡区的新卡利切韋市鎮負責管轄。該村始建於1845年，面積0.32平方公里，海拔高度63米，2001年人口181，人口密度每平方公里558.64人。